# Provinciale weg 386
De provinciale weg 386 (N386) is een provinciale weg in de provincies Drenthe en Groningen. De weg vormt een verbinding tussen de N372 bij Peize via Zuidlaren naar de A7 bij Foxhol. ten oosten van Vries heeft de weg een aansluiting op de A28 richting Groningen en Assen. Ter hoogte van Tynaarlo verloopt de weg door het Nationaal park Drentsche Aa.
De weg is uitgevoerd als tweestrooks-gebiedsontsluitingsweg met buiten de bebouwde kom een maximumsnelheid van 80 km/h (met uitzondering van het gedeelte tussen de A28 en de spoorlijn Meppel - Groningen waar een maximumsnelheid van 60 km/h geldt). In de gemeente Noordenveld heet de weg Bunnerveenseweg. In de gemeente Tynaarlo heet de weg achtereenvolgens (Verlengde) Noordenveldweg, Vriezerweg, Zuidlaarderweg,  (Verlengde) Stationsweg, De Millystraat, Kerkbrink en Hunzeweg. In de gemeente Midden-Groningen heet de weg Woldweg.
De weg loopt midden door de dorpen Donderen, Vries, Zuidlaren en De Groeve. Bij de aanleg van de weg, in de zeventiger jaren, was het de bedoeling dat de weg dwars door Peize zou lopen en dan zou aansluiten op de N372. Dit werd voorkomen dankzij hevige protesten uit de Peizer gemeenschap. Hierdoor eindigde de weg aan de oostelijke rand van Peize en moest het doorgaande verkeer zich een weg vinden over de wegen in het dorp. Rond de eeuwwisseling werd de westelijke rondweg rond Peize aangelegd en kreeg de N386 een volwaardige aansluiting op de N372.
N34 · N46 · N351 · N353 · N354 · N355 · N356 · N357 · N358 · N359 · N360 · N361 · N362 · N363 · N364 · N365 · N366 · N367 · N368 · N369 · N370 · N371 · N372 · N373 · N374 · N375 · N376 · N377 · N378 · N379 · N380 · N381 · N382 · N383 · N384 · N385 · N386 · N387 · N388 · N390 · N391 · N392 · N393 · N398

N851 · N852 · N853 · N854 · N855 · N856 · N857 · N858 · N860 · N861 · N862 · N863 · N865 · N910 · N913 · N917 · N918 · N919 · N924 · N927 · N928 · N962 · N963 · N964 · N966 · N967 · N969 · N972 · N973 · N974 · N975 · N976 · N977 · N978 · N979 · N980 · N981 · N982 · N983 · N984 · N985 · N986 · N987 · N988 · N989 · N990 · N991 · N992 · N993 · N994 · N995 · N996 · N997 · N998 · N999

Cursief vermelde wegen zijn voormalige provinciale wegen.